# Lily Knight
Lily Knight (Baltimora, 30 novembre 1956) è un'attrice statunitense.

## Filmografia parziale

### Cinema
- Static, regia di Mark Romanek (1986)
- An Unremarkable Life, regia di Amin Q. Chaudhri (1989)
- Little Girls in Pretty Boxes, regia di Christopher Leitch (1997)
- The Amati Girls, regia di Anne DeSalvo (2001)
- Dahmer - Il cannibale di Milwaukee (Dahmer), regia di David Jacobson (2002)
- Secretary, regia di Steven Shainberg (2002)
- The Singing Detective, regia di Keith Gordon (2003)
- The Assassination, regia di Niels Mueller (2004)
- Dietro l'angolo, regia di Jordan Roberts (2004)
- Changeling, regia di Clint Eastwood (2008)
- Sweet Nothing in My Ear, regia di Joseph Sargent (2008)
- Touch, regia di Jen McGowan - cortometraggio (2009)
- The Artist, regia di Michel Hazanavicius (2011)
- Cate McCall - Il confine della verità, regia di Karen Moncrieff (2013)
- Anarchia - La notte del giudizio (The Purge: Anarchy), regia di James DeMonaco (2014)
- L'ora più bella (Their Finest), regia di Lone Scherfig (2016)
- Saint Maud, regia di Rose Glass (2019)

### Televisione
- Miss a tutti i costi (Crowned and Dangerous), regia di Christopher Leitch – film  TV (1997)
- E.R. - Medici in prima linea (ER) – serie TV, 1 episodio (1998)
- Buffy l'ammazzavampiri (Buffy the Vampire Slayer) – serie TV, 1 episodio (2001)
- Senza traccia (Without a Trace) – serie TV, 1 episodio (2002)
- The Mentalist – serie TV, episodio 1x05 (2008)
- Castle – serie TV, episodio 7x14 (2015)
- S.W.A.T. – serie TV, episodio 4x11 (2017)

## Doppiatrici italiane
Nelle versioni in italiano delle opere in cui ha recitato, Lily Knight è stata doppiata da:
- Cristina Noci in Body of Proof, Castle
- Monica Gravina in The Shield
- Michela Alborghetti in Medium
- Cristina Dian in Grey's Anatomy
- Stefanella Marrama in C'era una volta
- Mariadele Cinquegrani in Le regole del delitto perfetto